# Guvernementet Ufa
Guvernementet Ufa var ett guvernement i östra Ryssland 1865–1919.
Det var omgivet av guvernementen Perm, Vjatka, Kazan, Samara och Orenburg. Både genom sin fysiska karaktär och genom sin befolkning bildade Ufa en medlande länk mellan Europa och Asien. Uralbergens skogklädda åsar genomlöpte i sydvästlig riktning hela östra delen av Ufa ända till floderna Bjelaja och Ufa. De var skilda genom breda längddalar och nådde en medelhöjd av 750–1 000 m. Deras högsta toppar, Iremel m. fl., nådde intill 500 m högre samt över trädgränsen, men inte till den eviga snön. I längddalarna idkades en livlig bergverksdrift. I söder sträckte sig guvernement över den nordligaste, lövskogsrika delen av Obsjtjij syrts ej 600 m höjd överstigande platå. Landet sluttade sakta mot Karna, till vars vattenområde nästan hela Ufa hör. Jordens bördighet tilltog mot Karna, och trakterna kring Menzelinsk och Birsk med sin svartjord kunna betraktas som kornbodar för denna del av Ryssland.
Befolkningen, som 1897 uppgick till endast 2 220 000 personer, har hastigt ökats genom inflyttning och uppgick 1915 till 3 140 000, varav 55,1 procent basjkirer och tatarer, 38,2 procent ryssar, 6,4 procent finnar, 0,1 procent tyskar och 0,2 procent andra folkslag. Med avseende på religionen tillhörde 50,03 procent islam, 45,19 procent den ortodoxa kyrkan, 0,22 procent protestanter, 0,06 procent var romerska katoliker, 0,03 procent judar, 0,01 procent andra kristna religioner och 4,45 procent andra icke-kristna religioner.
En del av befolkningen levde som nomader. 87 procent levde av jordbruk och boskapsskötsel, 5,5 procent av gruvindustrin och 1,3 procent av handel. Läskunnigheten stod lågt. Endast 22 procent av personer över 9 år kunde läsa.
- Wikimedia Commons har media som rör Guvernementet Ufa.

## Källa
Den här artikeln är helt eller delvis baserad på material från Nordisk familjebok, Ufa, 1904–1926.